# 496 (szám)
A 496 (római számmal: CDXCVI) egy természetes szám, a harmadik tökéletes szám. 

## A szám a matematikában
A tízes számrendszerbeli 496-os a kettes számrendszerben 111110000, a nyolcas számrendszerben 760, a tizenhatos számrendszerben 1F0 alakban írható fel.
A 496 páros szám, összetett szám, kanonikus alakban a 24 · 311 szorzattal, normálalakban a 4,96 · 102 szorzattal írható fel. Tíz osztója van a természetes számok halmazán, ezek növekvő sorrendben: 1, 2, 4, 8, 16, 31, 62, 124, 248 és 496.
Önmagát nem számítva a 496 osztóinak összege éppen 496, tehát a szám tökéletes szám.
Háromszögszám és középpontos kilencszögszám.
Osztóharmonikus szám.
A 496 négyzete 246 016, köbe 122 023 936, négyzetgyöke 22,27106, köbgyöke 7,91578, reciproka 0,0020161. A 496 egység sugarú kör kerülete 3116,45991 egység, területe 772 882,05827 területegység; a 496 egység sugarú gömb térfogata 511 132 667,9 térfogategység.
A 496 helyen az Euler-függvény helyettesítési értéke 240, a Möbius-függvényé 0, a Mertens-függvényé −5.